# Villechétive
Villechétive és un municipi francès, situat al departament del Yonne i a la regió de Borgonya - Franc Comtat. L'any 2007 tenia 187 habitants.

## Demografia

### Població
El 2007 la població de fet de Villechétive era de 187 persones. Hi havia 75 famílies, de les quals 17 eren unipersonals (3 homes vivint sols i 14 dones vivint soles), 31 parelles sense fills, 24 parelles amb fills i 3 famílies monoparentals amb fills.
La població ha evolucionat segons el següent gràfic:
Habitants censats

### Habitatges
El 2007 hi havia 119 habitatges, 78 eren l'habitatge principal de la família, 30 eren segones residències i 11 estaven desocupats. Tots els 119 habitatges eren cases. Dels 78 habitatges principals, 74 estaven ocupats pels seus propietaris, 2 estaven llogats i ocupats pels llogaters i 2 estaven cedits a títol gratuït; 2 tenien dues cambres, 22 en tenien tres, 15 en tenien quatre i 39 en tenien cinc o més. 64 habitatges disposaven pel capbaix d'una plaça de pàrquing. A 29 habitatges hi havia un automòbil i a 44 n'hi havia dos o més.

### Piràmide de població
La piràmide de població per edats i sexe el 2009 era:
| Homes | Edats   | Dones |
| ----- | ------- | ----- |
| 0     | 95 o +  | 0     |
| 0     | 90 a 94 | 0     |
| 0     | 85 a 89 | 0     |
| 0     | 80 a 84 | 4     |
| 8     | 75 a 79 | 0     |
| 4     | 70 a 74 | 8     |
| 0     | 65 a 69 | 0     |
| 4     | 60 a 64 | 4     |
| 4     | 55 a 59 | 0     |
| 4     | 50 a 54 | 4     |
| 4     | 45 a 49 | 4     |
| 4     | 40 a 44 | 0     |
| 8     | 35 a 39 | 4     |
| 20    | 30 a 34 | 8     |
| 0     | 25 a 29 | 12    |
| 8     | 20 a 24 | 4     |
| 4     | 15 a 19 | 4     |
| 8     | 10 a 14 | 4     |
| 8     | 5 a 9   | 4     |
| 0     | 0 a 4   | 8     |

## Economia
El 2007 la població en edat de treballar era de 114 persones, 85 eren actives i 29 eren inactives. De les 85 persones actives 76 estaven ocupades (39 homes i 37 dones) i 8 estaven aturades (4 homes i 4 dones). De les 29 persones inactives 13 estaven jubilades, 7 estaven estudiant i 9 estaven classificades com a «altres inactius».

### Ingressos
El 2009 a Villechétive hi havia 92 unitats fiscals que integraven 214,5 persones, la mediana anual d'ingressos fiscals per persona era de 19.998 €.

### Activitats econòmiques
Dels 12 establiments que hi havia el 2007, 1 era d'una empresa extractiva, 1 d'una empresa de fabricació d'altres productes industrials, 2 d'empreses de construcció, 2 d'empreses de comerç i reparació d'automòbils, 1 d'una empresa d'hostatgeria i restauració, 2 d'empreses immobiliàries, 2 d'empreses de serveis i 1 d'una entitat de l'administració pública.
L'únic servei als particulars que hi havia el 2009 era un paleta.
L'any 2000 a Villechétive hi havia 6 explotacions agrícoles.

## Equipaments sanitaris i escolars
El 2009 hi havia una escola elemental integrada dins d'un grup escolar amb les comunes properes formant una escola dispersa.

## Poblacions més properes
El següent diagrama mostra les poblacions més properes.